# Георги Костадинов (футболист, р. 1990)
Георги Георгиев Костадинов е български футболист, полузащитник. Роден е на 7 септември 1990 г. в град Царево, Бургаска област.

## Кариера
Костадинов започва да играе в професионалния футбол през 2009 г. като състезател на Нефтохимик (Бургас), където играе 1 година. След това е 2 години в Черноморец (Поморие). В дебюта си за Лудогорец (Разград) на 18 март 2012 г. влиза в игра в 78-а минута и след 6 минути отбелязва първия си гол за отбора в мача срещу Светкавица (Търговище), завършил 5:0 . С Лудогорец постига и най-големите си клубни успехи. Изиграва 2 сезона в Берое (Стара Загора), а от 2015 г. е футболист на Левски (София).
На 9 юни 2017 г. отбелязва първия си гол за националния отбор на България в мача срещу Беларус. 

## Успехи

### Лудогорец
- A група: 2011/12, 2012/13
- Купа на България: 2011/12
- Суперкупа на България: 2012

АПОЕЛ
- Кипърска първа дивизия: 2023/24